# Ichneumon ferrugineus
Ichneumon ferrugineus là một loài tò vò trong họ Ichneumonidae.